# Blommeskobbel
Der Blommeskobbel (deutsch früher Blomes Koppel) ist ein kleiner Buchenwald und liegt etwa vier Kilometer südöstlich von Fynshav, am Kleinen Belt, an der Ostküste der dänischen Insel Alsen. 

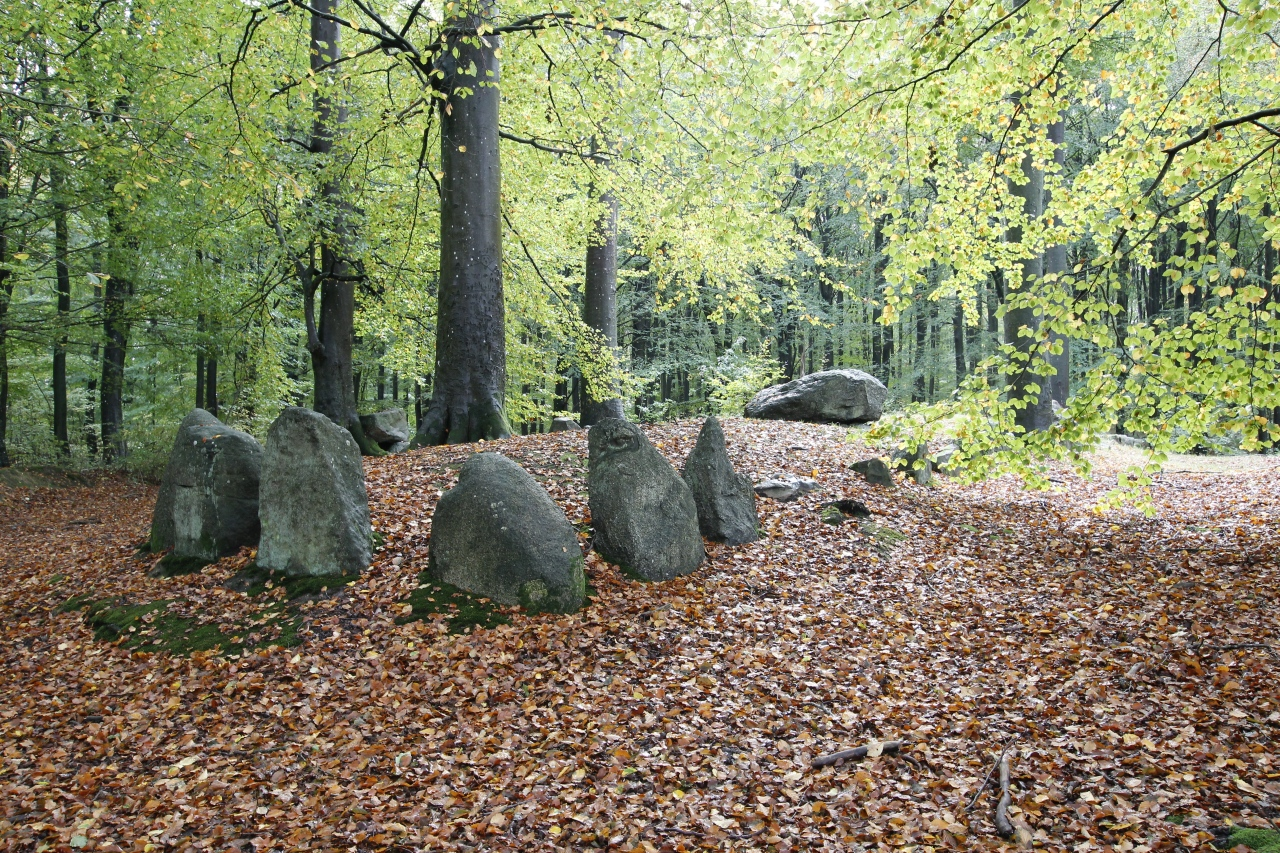
Dolmen bei Blommeskobbel auf Alsen

## Langdysser 1 + 2
Im nördlichen Teil des Waldes liegen zwei breite Hünenbetten von 53 und 34 Meter Länge, Seite an Seite, in beiden befinden sich zwei Dolmen, die um 3500 v. Chr. von den Trägern der Trichterbecherkultur (TBK) aus Findlingen errichtet wurden. Das größere Hünenbett hat 69 Randsteine. Drei der insgesamt vier Kammern, die gleichmäßig über die Längen verteilt liegen, haben große Decksteine. Der größte wiegt über 20 Tonnen und gehört zu den größten in Dänemark.
In unmittelbarer Nähe der großen Langdysser gibt es zwei Runddysser.

## Runddysse 1
Der kleine Rundhügel unmittelbar südöstlich des Langdysse 2 ist 0,6 m hoch und hat 8 m Durchmesser. Er wird von 17 kleinen Randsteinen gefasst. Die 0,6 × 1,4 m messende Kammer des Dolmens besteht aus drei Tragsteinen und einem Schwellenstein. Der dreieckige Deckstein hat Seitenlängen von 1 × 1,7 × 1,7 m und ist 0,6 m dick. Die Kammer ist in einen großen Baum eingewachsen.

## Runddysse 2
Der etwas entfernt liegende ovale Hügel ist etwa 1,5 Meter hoch und misst 16 × 11 m. Er wird von 18 Randsteinen gefasst. Die 1,7 × 1,0 m messende Kammer in der Mitte des Hügels besteht aus zwei Tragsteinen in jeder Seite und einem Endstein. Die beiden östlichen sind gespalten. Die Höhe unter dem Deckstein beträgt etwa 1,0 m. Der Kammerboden ist mit einer 5–8 cm dicken Schicht verbrannten Feuersteins bedeckt.
Während der Restaurierung 1935/36 wurden die Kammern ausgegraben, aber nur ein Feuersteindolch und ein zerscherbtes  Tongefäß gefunden, die eine Nachnutzung am Ende der Jungsteinzeit belegen.
In der Nähe liegt der Dobbeltdysse von Oleskobbel.